# Starless and Bible Black
Starless and Bible Black este un album lansat de trupa britanică de rock progresiv King Crimson în 1974. Majoritatea pieselor vocale de pe album sunt satire și comentarii asupra materialismului societății, în special asupra industriei muzicale, la fel ca și melodia "Easy Money" de pe precedentul lor album Larks' Tongues in Aspic din 1973. O excepție în ceea ce privește tema lirică este cântecul "The Night Watch". 

## Tracklist
1. "The Great Deceiver" (John Wetton, Robert Fripp, Richard Palmer - James) (4:02)
2. "Lament" (Fripp, Wetton, Palmer - James) (4:00)
3. "We'll Let You Know" (David Cross, Fripp, Wetton, William Bruford) (3:46)
4. "The Night Watch" (Fripp, Wetton, Palmer - James) (4:37)
5. "Trio" (Cross, Fripp, Wetton, Bruford) (5:41)
6. "The Mincer" (Cross, Fripp, Wetton, Bruford, Palmer - James) (4:10)
7. "Starless and Bible Black" (Cross, Fripp, Wetton, Bruford) (9:11)
8. "Fracture" (Fripp) (11:14)

## Single-uri
- "The Night Watch" (1974)
- "The Great Deceiver" (1974)

## Componență
- Robert Fripp - chitară, mellotron, accesorii, pian electric
- John Wetton - bas, voce
- Bill Bruford - tobe, percuție
- David Cross - vioară, violă, mellotron, pian electric

cu
- Richard Palmer - James - versuri